# Кесон (місто)
Кесо́н (кор. 개성시, дослівно «місто сосен») — місто в Північній Кореї, у провінції Хванхе-Пукто на півдні КНДР, колишнє місто прямого підпорядкування і столиця Кореї в епоху Коре. Частину міста займає Промисловий регіон Кесон.
У місті розташований інститут Сондо, є музей, театр, телецентр.
Кесон — давня столиця Корейської держави (10—14 ст.). Збереглися залишки палацу династії Манвольде, збудованого 918 і зруйнованого 1361 року.
В Кесоні було укладено перемир'я після Корейської війни 1950—1953 рр.
2002 р. засновано Промисловий регіон Кесон.

## Клімат
Місту притаманний вологий континентальний клімат (Dwa за класифікацією Кеппена) з холодною сухою зимою та жарким вологим літом зі значними опадами.
- Середньорічна температура повітря — 11,0 °C
- Відносна вологість повітря — 71.9 %
- Середня швидкість вітру — 1,7 м/с[2]

| Клімат м. Кесон (1981—2010)                     | Клімат м. Кесон (1981—2010) | Клімат м. Кесон (1981—2010) | Клімат м. Кесон (1981—2010) | Клімат м. Кесон (1981—2010) | Клімат м. Кесон (1981—2010) | Клімат м. Кесон (1981—2010) | Клімат м. Кесон (1981—2010) | Клімат м. Кесон (1981—2010) | Клімат м. Кесон (1981—2010) | Клімат м. Кесон (1981—2010) | Клімат м. Кесон (1981—2010) | Клімат м. Кесон (1981—2010) | Клімат м. Кесон (1981—2010) |
| Показник                                        | Січ.                        | Лют.                        | Бер.                        | Квіт.                       | Трав.                       | Черв.                       | Лип.                        | Серп.                       | Вер.                        | Жовт.                       | Лист.                       | Груд.                       | Рік                         |
| Середній максимум, °C                           | 0,6                         | 3,9                         | 9,7                         | 17,1                        | 22,1                        | 26,1                        | 27,6                        | 28,9                        | 25,3                        | 19,6                        | 10,9                        | 3,8                         | 16,3                        |
| Середня температура, °C                         | −4,2                        | −1,2                        | 4,2                         | 10,8                        | 16,2                        | 20,8                        | 23,7                        | 24,5                        | 20,0                        | 13,4                        | 5,5                         | −1,2                        | 11,0                        |
| Середній мінімум, °C                            | −8,8                        | −5,9                        | −0,7                        | 5,3                         | 11,4                        | 16,7                        | 20,7                        | 21,2                        | 15,5                        | 8,0                         | 0,8                         | −5,3                        | 6,6                         |
| Норма опадів, мм                                | 14.0                        | 16.8                        | 32.3                        | 49.8                        | 96.7                        | 112.3                       | 368.0                       | 275.7                       | 132.9                       | 39.7                        | 42.7                        | 16.2                        | 1197.1                      |
| Днів з опадами                                  | 4,6                         | 4,0                         | 5,5                         | 6,1                         | 7,9                         | 8,9                         | 14,1                        | 11,7                        | 6,3                         | 4,9                         | 6,3                         | 4,7                         | 85,0                        |
| Днів зі снігом                                  | 6,4                         | 3,8                         | 2,4                         | 0                           | 0                           | 0                           | 0                           | 0                           | 0                           | 0                           | 1,5                         | 5,0                         | 19,1                        |
| Вологість повітря, %                            | 67.0                        | 64.4                        | 64.0                        | 65.9                        | 73.1                        | 77.8                        | 85.3                        | 83.0                        | 75.3                        | 70.3                        | 68.8                        | 67.9                        | 71.9                        |
| ----------------------------------------------- | --------------------------- | --------------------------- | --------------------------- | --------------------------- | --------------------------- | --------------------------- | --------------------------- | --------------------------- | --------------------------- | --------------------------- | --------------------------- | --------------------------- | --------------------------- |
| Джерело: Корейська метеорологічна адміністрація |                             |                             |                             |                             |                             |                             |                             |                             |                             |                             |                             |                             |                             |

## Економіка

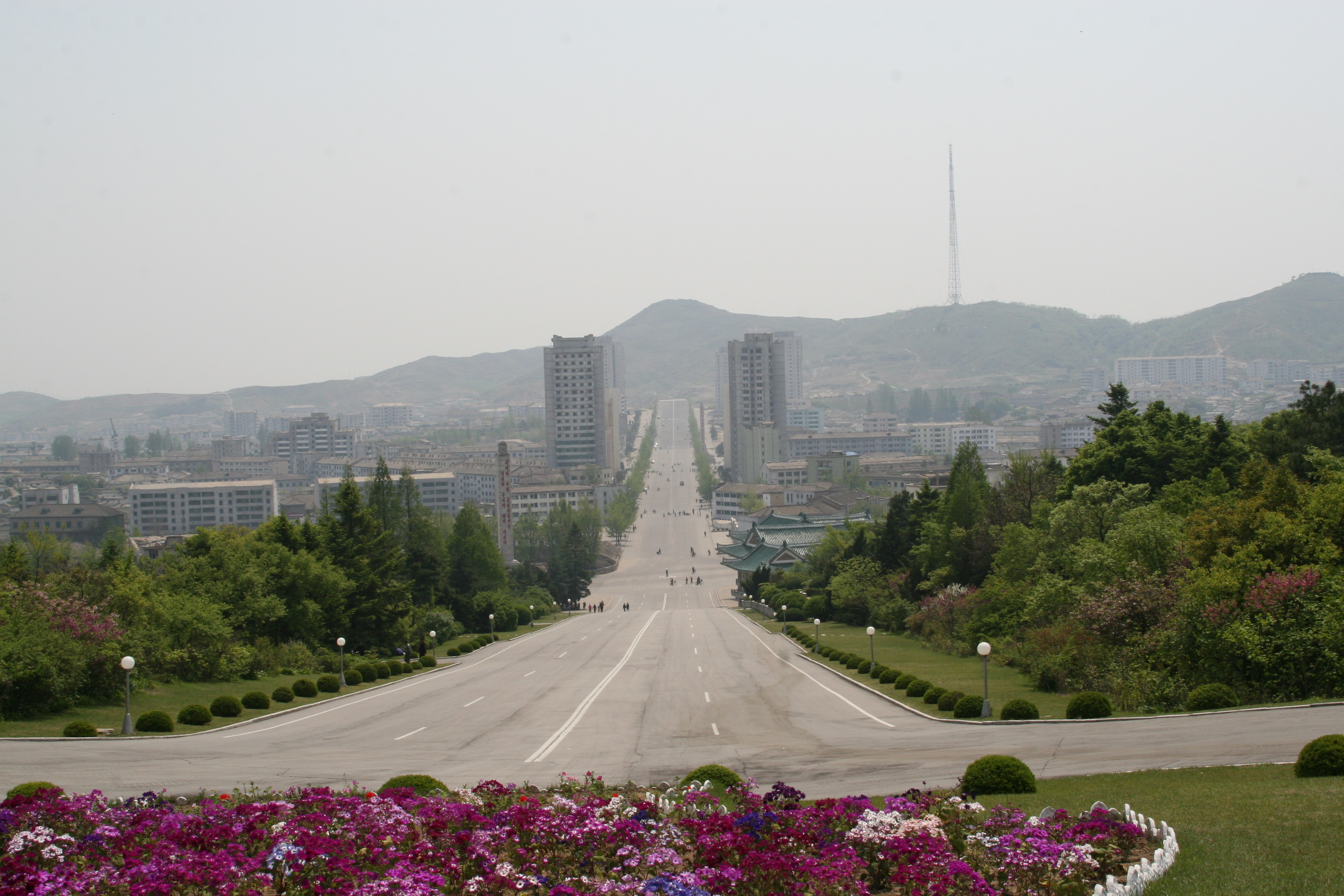
Робочий день в Кесоні

Кесон — центр легкої та харчової промисловості КНДР. Працюють підприємства точного машинобудування, текстильна і порцелянова промисловість.

## Персоналії
- Тхеджо (877—943) — перший правитель єдиної Кореї, засновник династії Ван і держави Корьо.